# 覺羅蘇庫
覺羅蘇庫（穆麟德轉寫：gioroi suku，1653年—1740年），滿洲人。愛新覺羅氏，清朝政治人物、清朝禮部尚書。
康熙二十七年，任筆帖式。康熙三十九年，任刑部主事、內閣侍讀。康熙四十二年，任禮科給事中。康熙四十九年，任翰林院侍讀學士。康熙五十四年，任日講起居注官。次年，任詹事府詹事。康熙五十六年，任通政使。同年任左副都御史。康熙五十七年，任盛京工部侍郎。康熙六十一年十一月庚戌，接替賴都，擔任清朝禮部尚書，后病免。由阿爾松阿接任。

## 家族
- 福滿 (都督福滿,興祖直皇帝,六世祖)
- 索長阿 (五世祖)
- 飛永敦 (高祖父)
- 覺羅克春 (曾祖父,騎都尉)
- 覺羅務喇納 （祖父）
- 覺羅務爾喀 (父)、棟鄂氏 (母,司庫席翰之女)
- 覺羅務爾哈 (二叔); 覺羅蘇稜額 (三叔); 覺羅蘇速 (四叔)
- 覺羅蘇赫 (長兄) ; 覺羅柏進 (次兄) ; 覺羅蘇禮 (三兄) ; 覺羅務禮 (四兄) ; 覺羅納爾圖 (六弟); 覺羅譚圖 (七弟)
- 瓜爾佳氏 (嫡妻,阿爾泰之女) ; 劉氏 (妾,劉大之女)
- 覺羅魯庫 (第一子) ; 覺羅倫達禮 (第二子) ; 覺羅石麟 (第三子) ; 覺羅和書春 (第四子) ; 覺羅經濟禮 (第五子) ;覺羅塞奇禮 (第六子)
- 覺羅額爾登 (孫,魯庫之子,將軍)、覺羅雅赫圖（孫,郎中,額爾登第一子）、覺羅薩爾哈吉(孫,御史,和書春子)
- 覺羅德明圖 (曾孫,額爾登第二子)